# Замок Азе-ле-Ридо
За́мок Азе́-ле-Ридо́ (фр. Château d'Azay-le-Rideau) — середньовічний замок, державний історичний пам'ятник Франції. Розташований за 20 км на захід від Тура. Належить до вибраних замків Луари, є одним з найвідоміших зразків французького ренесансу.
Зведений у 1518 році скарбником французького короля Франциска I на місці колишнього феодального маєтку, зруйнованого протягом Столітньої війни.

## Історія
Місто Азе засноване ще за часів Римської Імперії, коло броду через річку Ендр. Назва міста походить, ймовірно, від імені володаря цих земель — Asiacus. У XII столітті ця місцевість належала васалу короля Філіпа II Августа Ридо (або Риделю) д'Азе, який збудував у вигоні Ендра фортецю для захисту дороги з Тура до Шинона. Ридо д'Азе уславився своєю жорстокістю і навіть мав прізвисько «дитя диявола». Англійський король Генріх II захопив усі його володіння, які, втім, були повернені Філіпом II сину д'Азе, Г'юго Тюреннському.
У 1418 році повз замок проходив з армією дофін Карл, майбутній король Франції Карл VII, який втік від окупованого бургундцями Парижа до лояльного йому міста Бурж. Обурений образами, які завдала йому бургундська армія, що зайняла місто, дофін наказав своїй армії узяти місто штурмом. Усі 354 солдати, що складали гарнізон Азе, були страчені, а замок і містечко — пограбовані та спалені вщент. З тих пір і до XVIII століття місто мало назву Азе-ле-Брюле (фр. Azay-le-Brûlé), тобто «Спалене місто Азе».

### XVI століття
Долина Луари ще за часів короля Карла VII привертала французьку шляхту та багатіїв. Після військових походів в Італію Карла VIII та Людовіка XII, у Франції почала набувати поширення культура Відродження, яке почалося в Італії, зокрема, з'явилася мода на італійське мистецтво і архітектуру. Слідом за замками шляхти, такими як Амбуаз і Блуа, почали у стилі ренесансу перебудовувати свої маєтки і нижча шляхта та звичайні багаті підприємці.
На початку XVI століття маєтком в Азе-ле-Ридо володів банкір Жиль Бертело (фр. Gilles Berthelot), правитель міста Тура, радник короля та головний скарбник. Він одружився з Філіпою Лебаї, яка походила із шляхетного роду і володіла більшою частиною земель навколо Азе-ле-Ридо. Бажаючи мати резиденцію, яка б відображала його достаток і суспільне становище, Бертело при будівництві замку намагався об'єднати в його архітектурі модний італійський вплив і характерні риси стародавніх феодальних замків. Як наслідок цього, замок Азе-ле-Ридо має фортифікаційні споруди, які, втім, носять лише декоративний характер і підкреслюють престиж володаря замку.
Бертело звернувся до короля Франциска I із проханням дозволити відновлення зруйнованого замку Азе-ле-Ридо, з метою захисту навколишнього міста від грабіжників і вбивць, втім, значно у своєму проханні перебільшивши кримінальне становище в регіоні.
Влітку 1518 року почалося будівництво замку. 120 каменярів під керівництвом Етьєна Руссо почали роботи з укладки фундаменту, для чого довелося розчищати руїни старого замку, осушувати територію та вбивати в землю великі палі.
Через характер своєї роботи, Жилю Бертело доводилося часто лишати замок, тому за перебігом будівництва наглядала його дружина Філіпа Лебаї. Втім, будівництво йшло досить повільно, адже білий пісковик, що використовувався при будівництві, завозили з долини річки Шер, яка була на відстані 100 км від Азе-ле-Ридо.

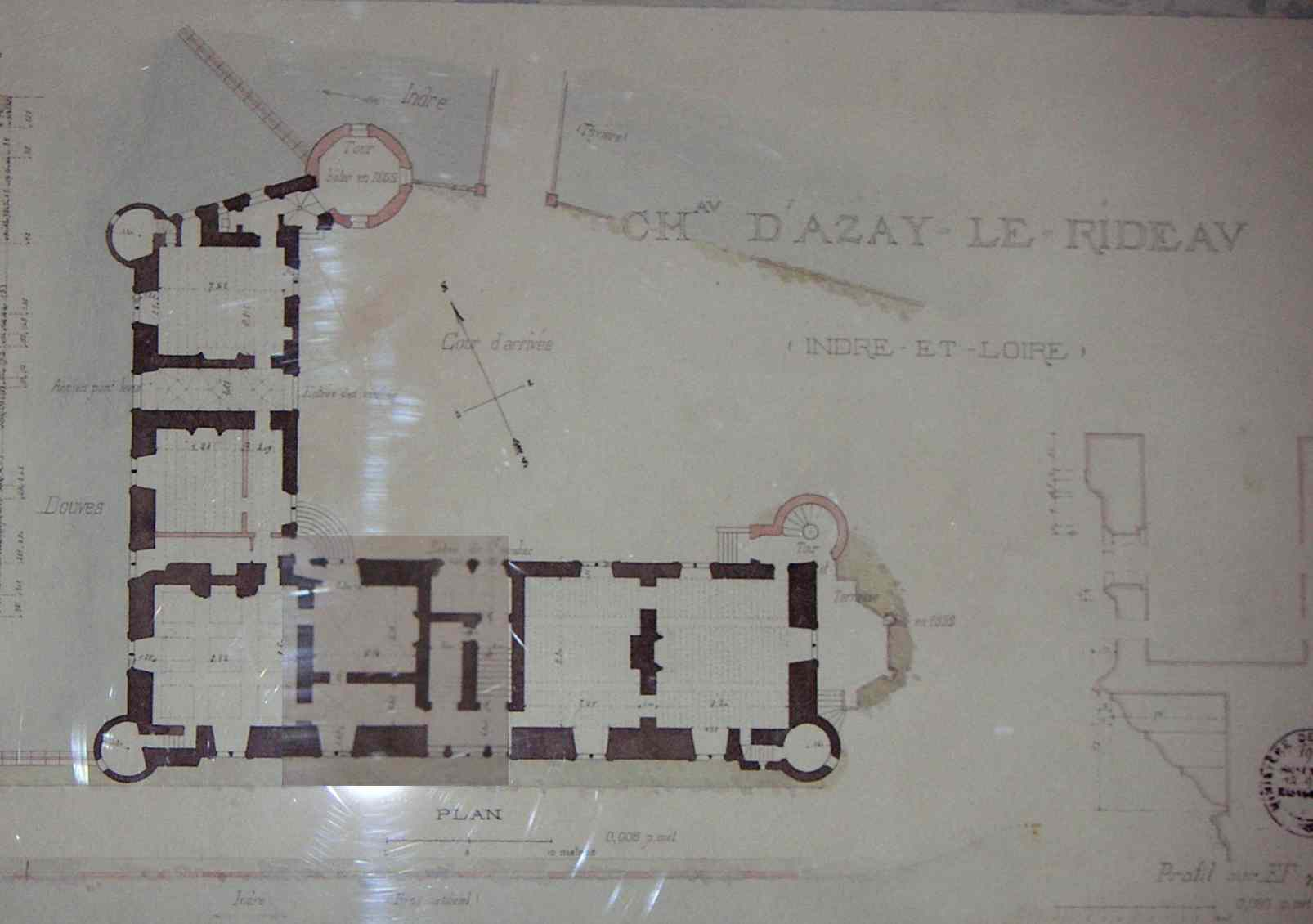
План замку

Жилю Бертело не довелося закінчити зведення замку — у 1527 році його кузена стратили за розкрадання королівської казни, тому Жиль втік до вільного міста Мец в Лотарингії, а пізніше — до міста Камбре, де і помер близько 1537 року. Недобудований замок, незважаючи на благання Філіпи Лебаї, конфіскував король Франциск I і у 1535 році віддав капітану своєї гвардії Антуану Раффіну. Останній добудував лише південне та західне крила замку, який у проекті був чотирикутної форми, таким чином, замок набув незвичної Г-подібної форми, яка збереглася і по сьогодні.

### XVII—XVIII століття
Однак нові мешканці з'являються у замку Азе-ле-Ридо лише у 1547 році — це онука Раффіна, Антуанетта, фрейліна Маргарити Валуа, яка була змушена тікати від придворних релігійних свар. Разом із своїм чоловіком Гі де Сент-Желе вона почала реставрацію замку. Після Антуанетти замок успадкував її син Артур, одружений з Франсуазою де Сувр, майбутньою гувернанткою короля Людовика XIV. 27 червня 1619 року замок Азе-ле-Ридо вперше відвідують короновані особи: подорожуючи до своєї матері Марії Медічі, у замку провів ніч король Людовик XIII. Пізніше, близько 1650 року, його син, Людовик XIV, також зупинятиметься в замку у тій самій кімнаті.
У 1603 році зводиться каплиця, яка слугує родинним склепом для господарів замку. Також у XVII столітті навколо замку з'являються службові будівлі, що призначалися для прислуги, та стайні.

### XIX століття

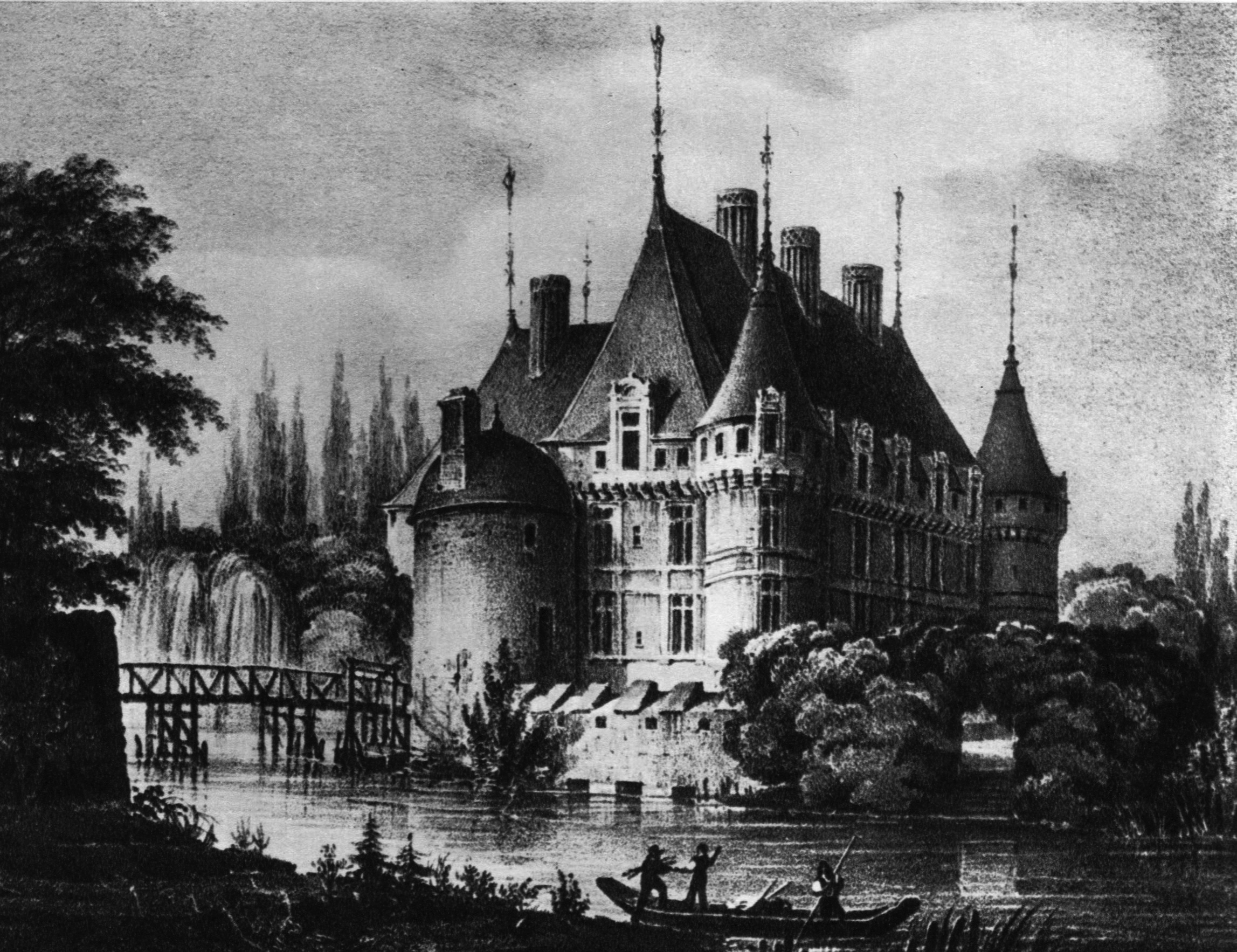
Замок Азе-ле-Ридо у XIX столітті

Після одруження з представницею роду Сент-Желе, замок перейшов у власність роду де Вассе. У 1787 році замок був проданий за 300 000 ліврів маркізу Шарлю де Б'єнкуру, маршалу королівської армії. Після Французької революції замок перебував у занедбаному стані, роялістський декор всередині був знищений. У 1820-х роках син Шарля, Арман-Франсуа-Марі де Б'єнкур починає розлогу реставрацію будівлі. У 1824 році на першому поверсі південного крила замку з'явилася Китайська кімната (зруйнована у 1860-х), у 1825—1826 роках бібліотека щедро декорується різними дерев'яними панелями, відновлюються втрачені декоративні деталі інтер'єру. У 1845 році розширюється чоловий фасад, перероблюється права башта парадного двору, і на східному куті добудовується аналогічна башта, внаслідок чого замок майже повністю втрачає середньовічні риси. Перебудовою замку керував швейцарський архітектор П'єр-Шарль Дусільйон.
У 1871 році, протягом франко-прусської війни, замок Азе-ле-Ридо захоплюють прусські війська, а 19 лютого того ж року в замку зупинився із своїм штабом принц Фрідріх Карл Прусський. Одного разу, під час обіду, на стіл принца впала люстра і він, вважаючи цей випадок замахом на своє життя, наказав спалити замок. На щастя, офіцери із свити принца переконали його в тому, що це був лише нещасний випадок.
Після того, як прусські війська залишили замок, останній повернувся у власність роду Б'єнкурів. Наприкінці XIX століття замок Азе-ле-Ридо стає відомим завдяки колекції з більш ніж 300 портретів історичних осіб, яку власники замку виставили для публіки, що було незвичним для тих часів.

### XX століття
У 1904 році, через фінансові негаразди власник замку, молодий вдівець Шарль-Марі-Крістіан де Б'єнкур продає замок з меблями і 540 гектарами землі бізнесмену М. Арто, який, в свою чергу, планував отримати прибутки від продажу умеблювання та витворів мистецтва замку. У 1905 році повністю спустошений замок і навколишній парк були продані державі за 250 000 франків, і після тривалої реконструкції набули свого сучасного вигляду. Замок увійшов до списку історичних пам'яток Франції, тут був створений музей Ренесансу.
На початку Другої світової війни, у 1939—1940 роках в замку базувалося Міністерство освіти Франції, евакуйоване з Парижу.

## Архітектура
Замок Азе-ле-Ридо розташований на острівці посередині річки Ендр, завдяки чому створюється враження, що замок стоїть на воді, в якій віддзеркалюються його стіни. Таке розташування зробило замок Азе одним з найвідоміших з-поміж численних замків Луари.
Замок має незвичну Г-подібну форму, яка свідчить про перехід від готики до Ренесансу і від замку як оборонної споруди до цілковито цивільної вишуканої заміської резиденції. У його екстер'єрі поєднується модний у XV столітті стиль італійського Відродження (видовжені пропорції, пишне скульптурне декорування) та залишки середньовічного архітектури (деякі фортифікаційні деталі, машикулі, гостроверхі аспідні дахи тощо). Специфічний стиль французького ренесансу відображений у кутових бастіонах з конічними вежами, вертикальних мансардних вікнах, відокремлених пояском, та високому, із крутим ухилом, світло-сірому дахові.
Замок ділиться на дві частини — основний об'єм і крило праворуч. Головним акцентом фасаду є велика центральна сходова клітина, де розташовані парадні сходи (фр. escalier d'honneur). Ззовні сходова клітина трохи схожа на аналогічну у замку Шатодьон, але всередині сходи розташовані прямо, а не звиваються спіраллю, як це було прийнято у Середньовіччі, і є найстарішими сходами такого планування у Франції. Сходова клітина має три поверхи, на кожному з яких розташовані еркери з подвійними вікнами, що формують своєрідний мезонін. Над головним входом, який повторює стиль давньоримських тріумфальних арок, викарбувані ініціали Жиля Бертело і його дружини, а ось фронтони кожного з еркерів прикрашені вставками із саламандрою та девізом короля Франциска I на знак пошани до монарха, що правив у ті часи. Стелі у сходовій клітині прикрашені медальйонами із портретами королів Франції, від Людовика XI до Генріха IV.

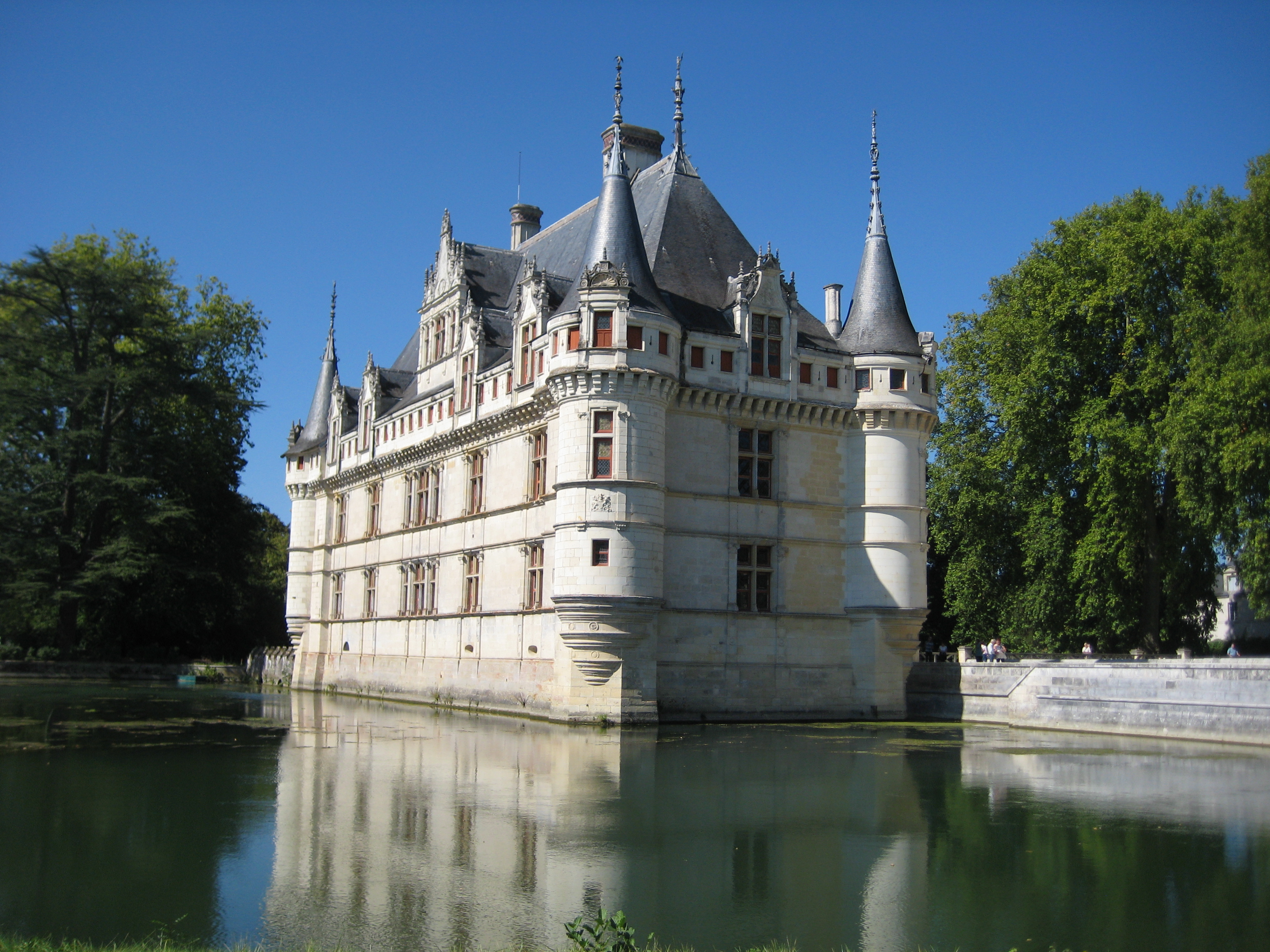
Вид з річки Ендр
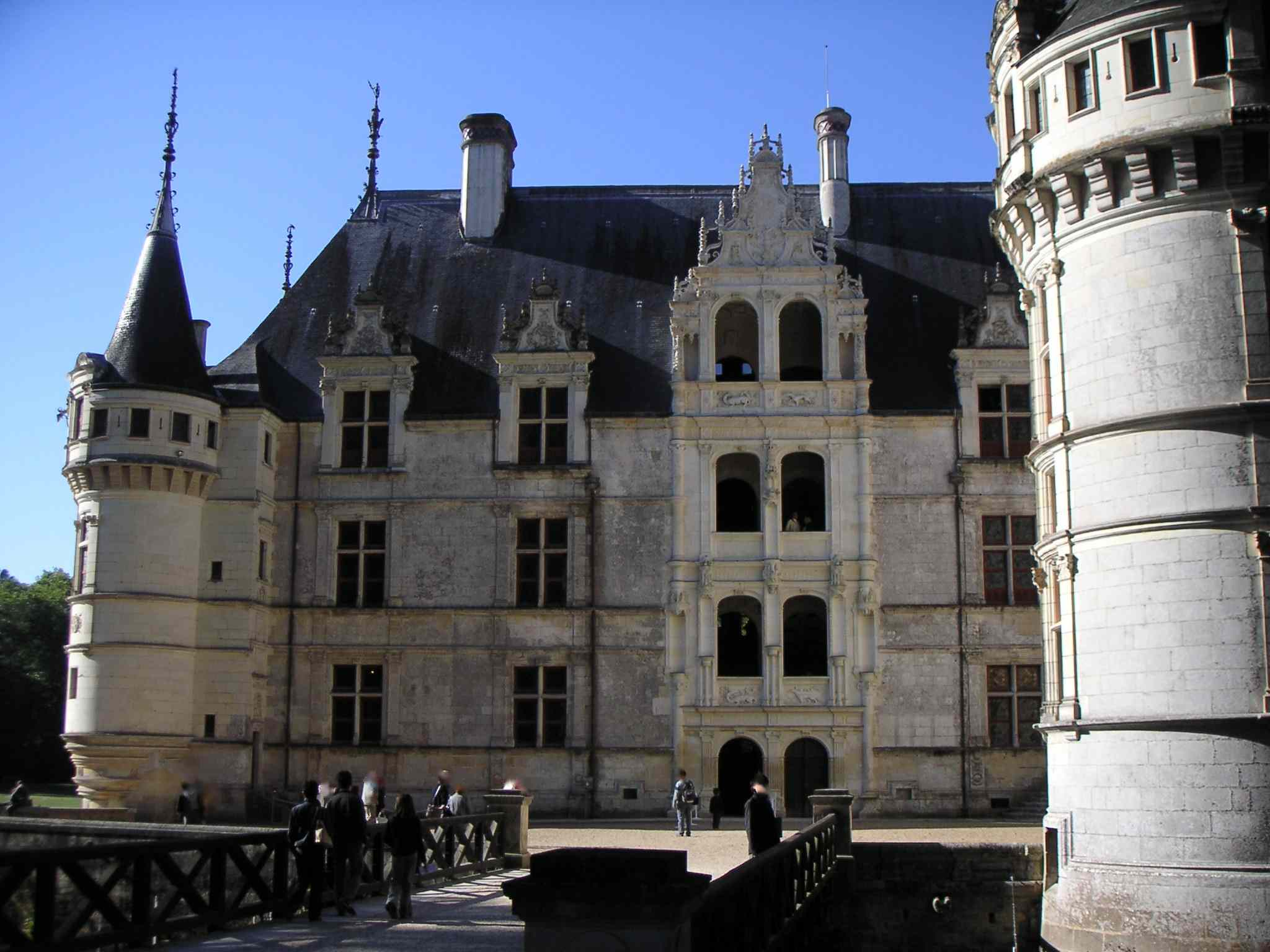
Внутрішній двір
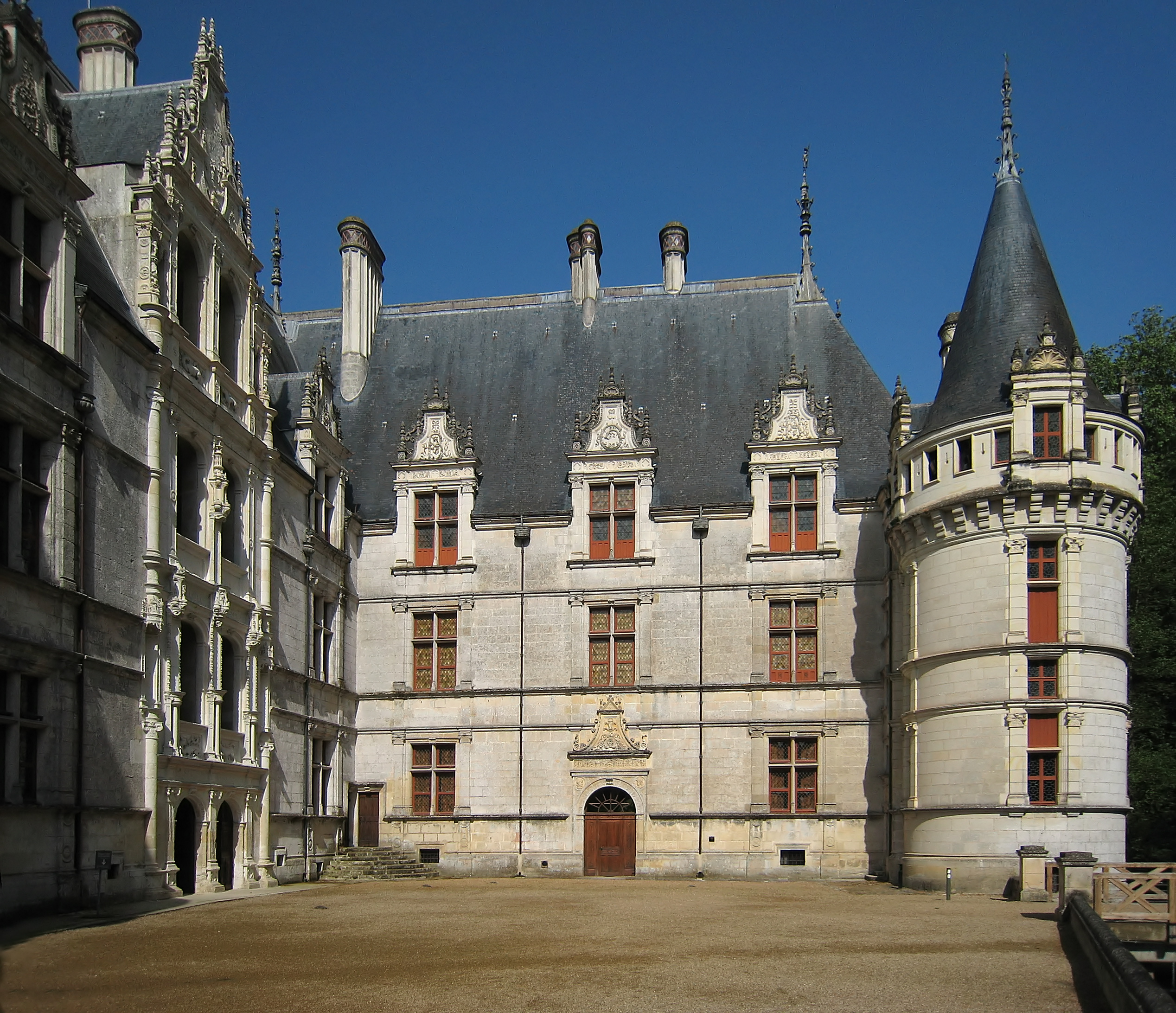
Подвір'я
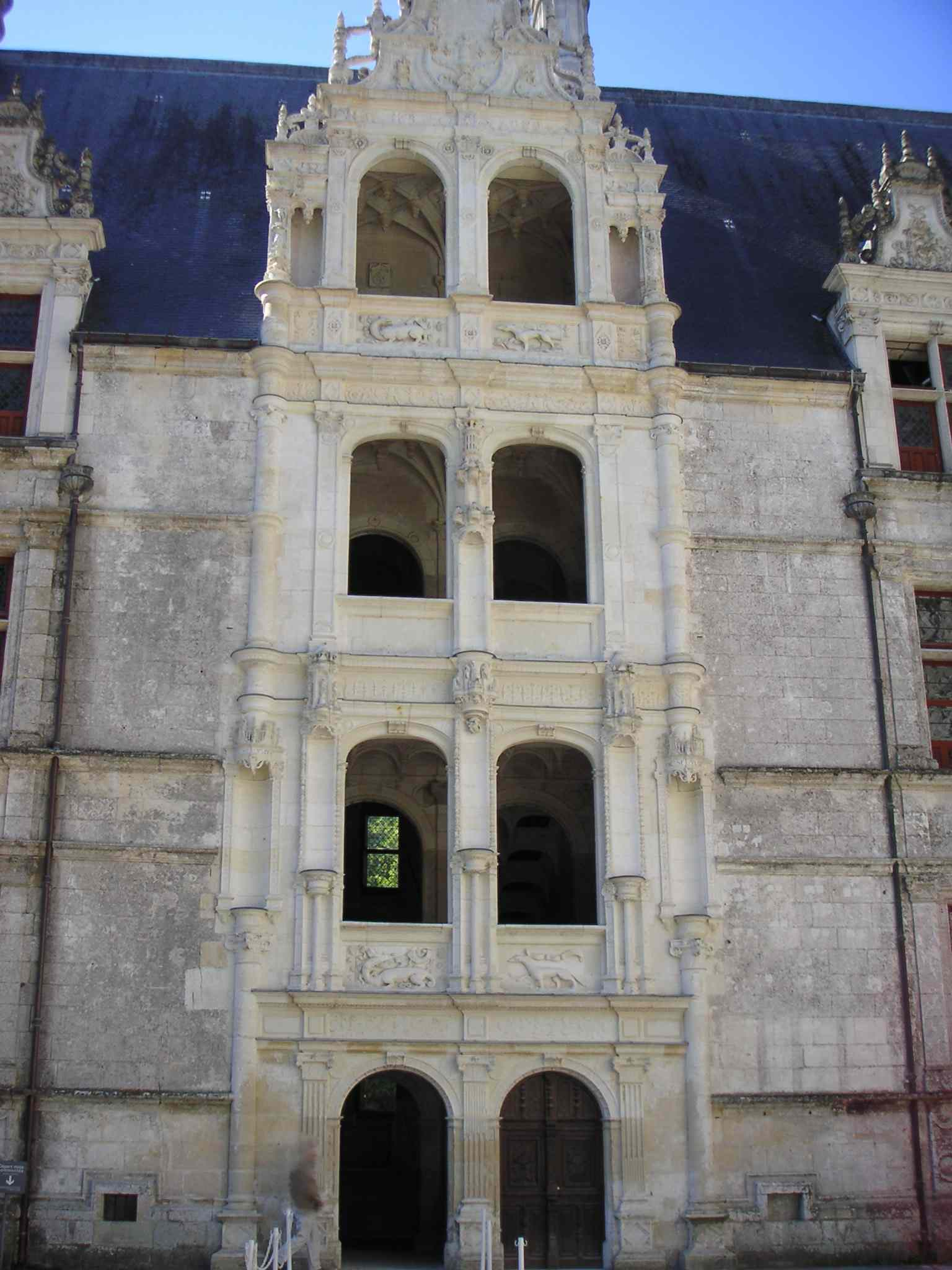
Парадні сходи
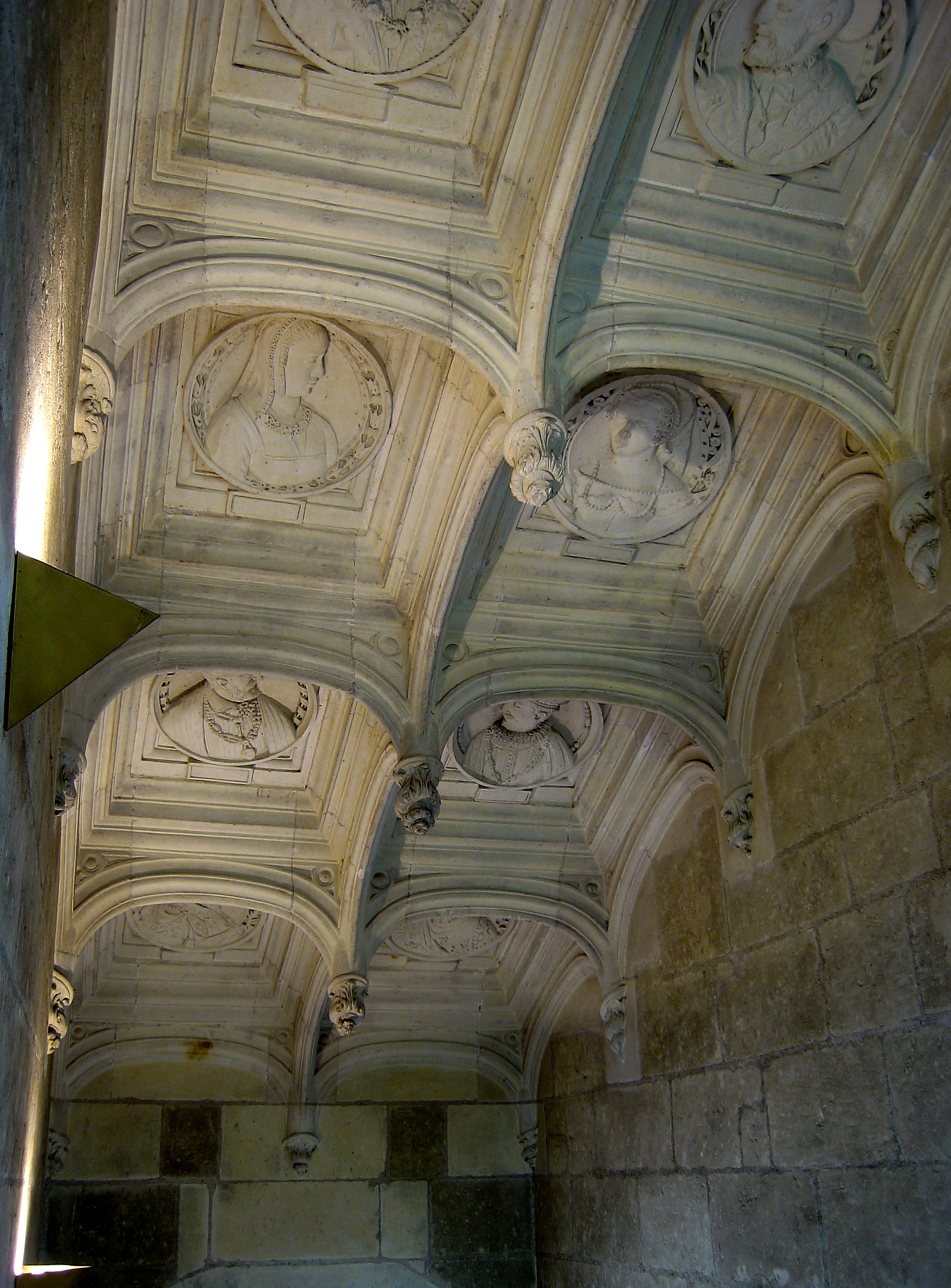
Медальйони з портретами королів на парадних сходах
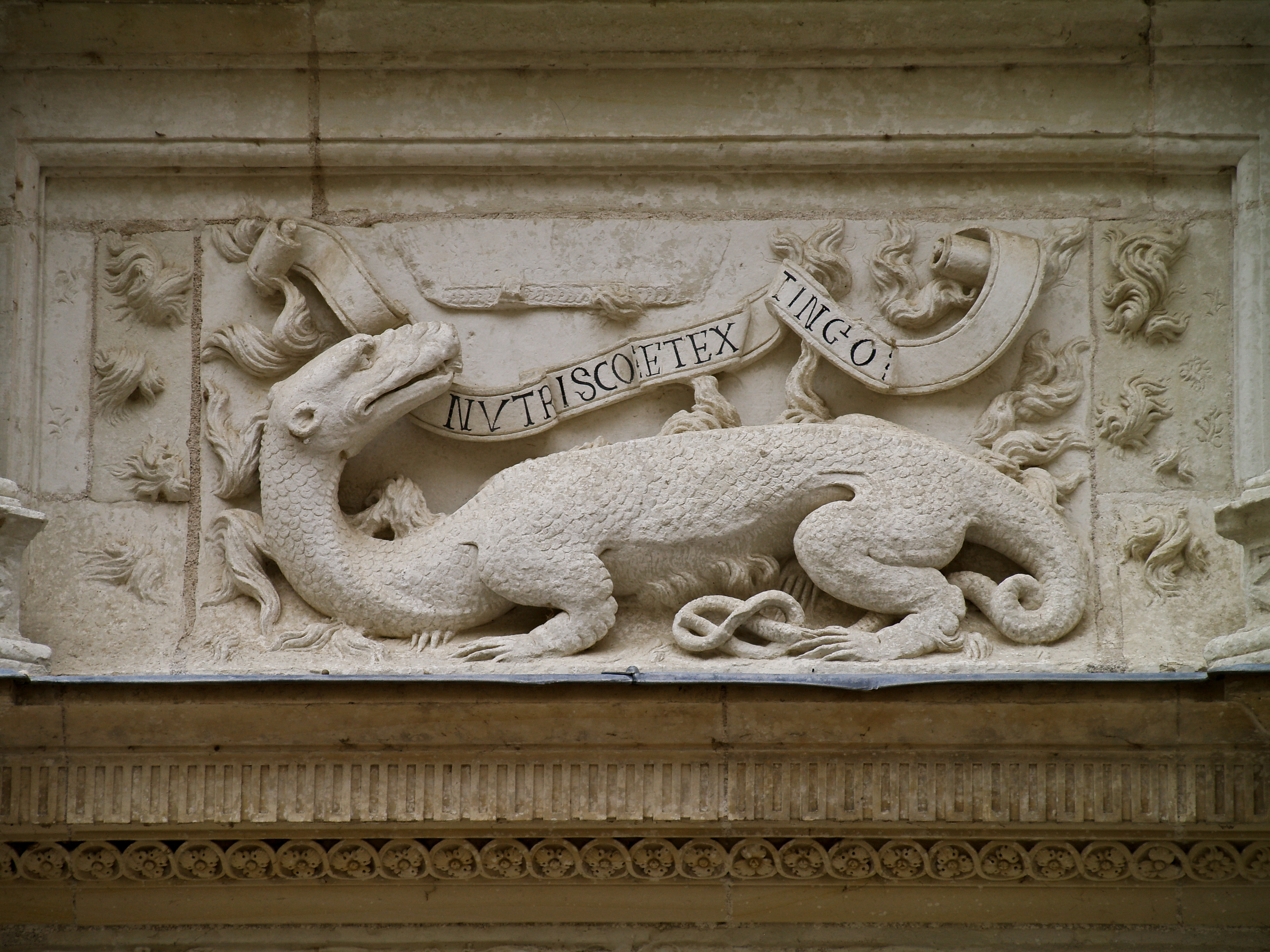
Саламандра і девіз короля Франциска I

### Планування та інтер'єри замку
Інтер'єр замку пишно декорований скульптурами у стилі італійського Відродження.
На першому поверсі розташовані Королівська кімната, де зупинялися Людовік III та Людовік XVI, Червона спальня, кухня та інші кімнати, на другому — бальна зала, їдальня, Блакитна спальня та покої короля Франциска I і його дружини Клавдії. У Блакитній спальні встановлене велике ліжко з балдахіном, що належало маршалу П'єру Філле де Барру, який загинув при облозі Ніцци у 1705 році. Ліжко вкрите шовковим покривалом з вишитими квітковими візерунками. У Червоній спальні натомість знаходиться старовинне ліжко з балдахіном, яке до цього було в замку Еффіат. В покоях Франциска I є дерев'яна скриня, декорована колонками, медальйонами та фантастичними тваринами. Кухня замку містить багату колекцію середньовічного кухонного начиння. Вітальні та інші кімнати замку декоровані у стилі ренесанс, тут експонується досить пристойна колекція фламандських гобеленів XVI—XVII століть з сюжетами на біблійні теми. Також у кімнатах розвішані старовинні картини, серед яких «Дама у ванні» Франсуа Клуе, яка, ймовірно, зображає Діану де Пуатьє, кілька портретів французьких монархів тощо.

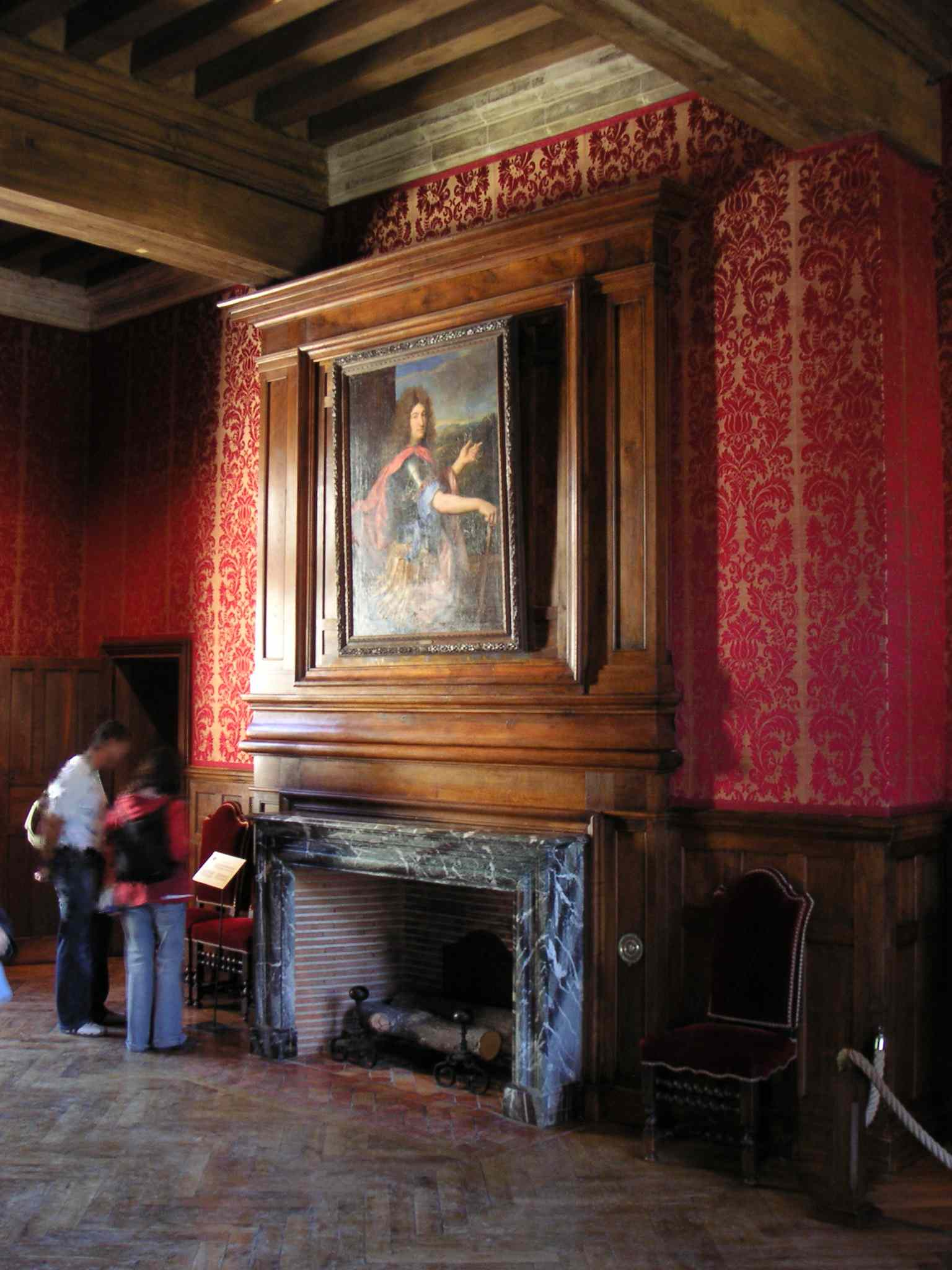
Кімната другого поверху
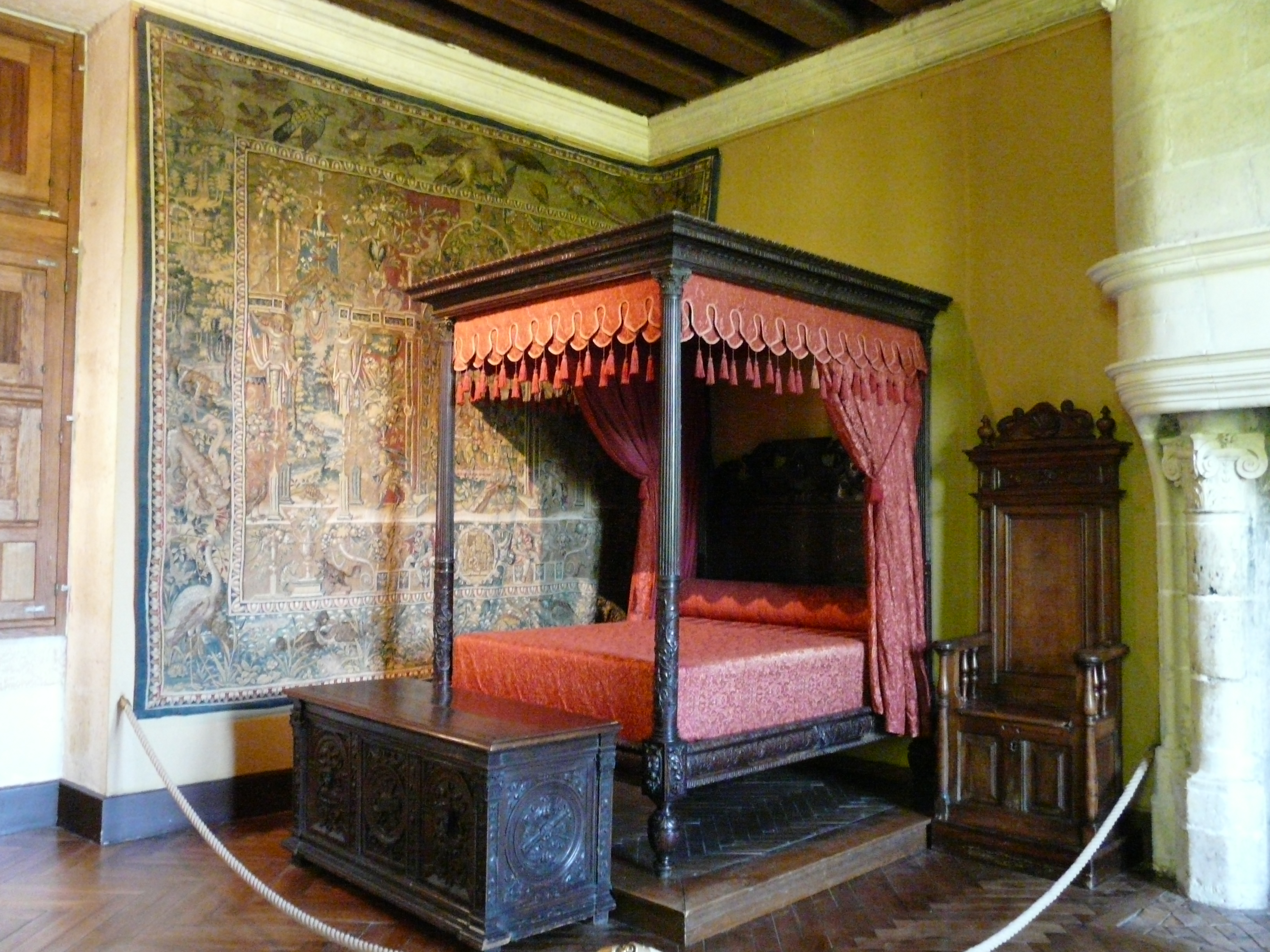
Одна із спалень
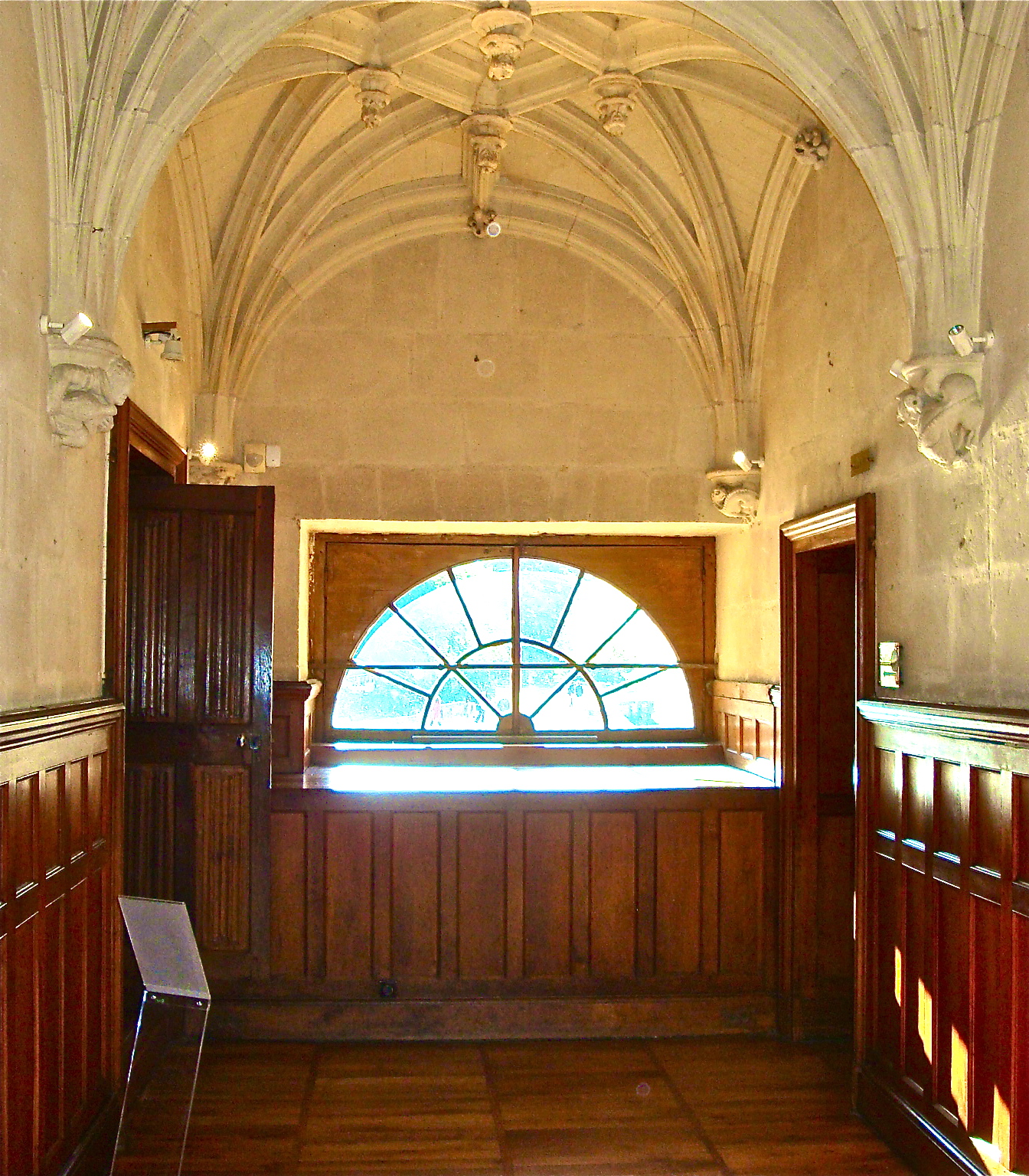
Сходи
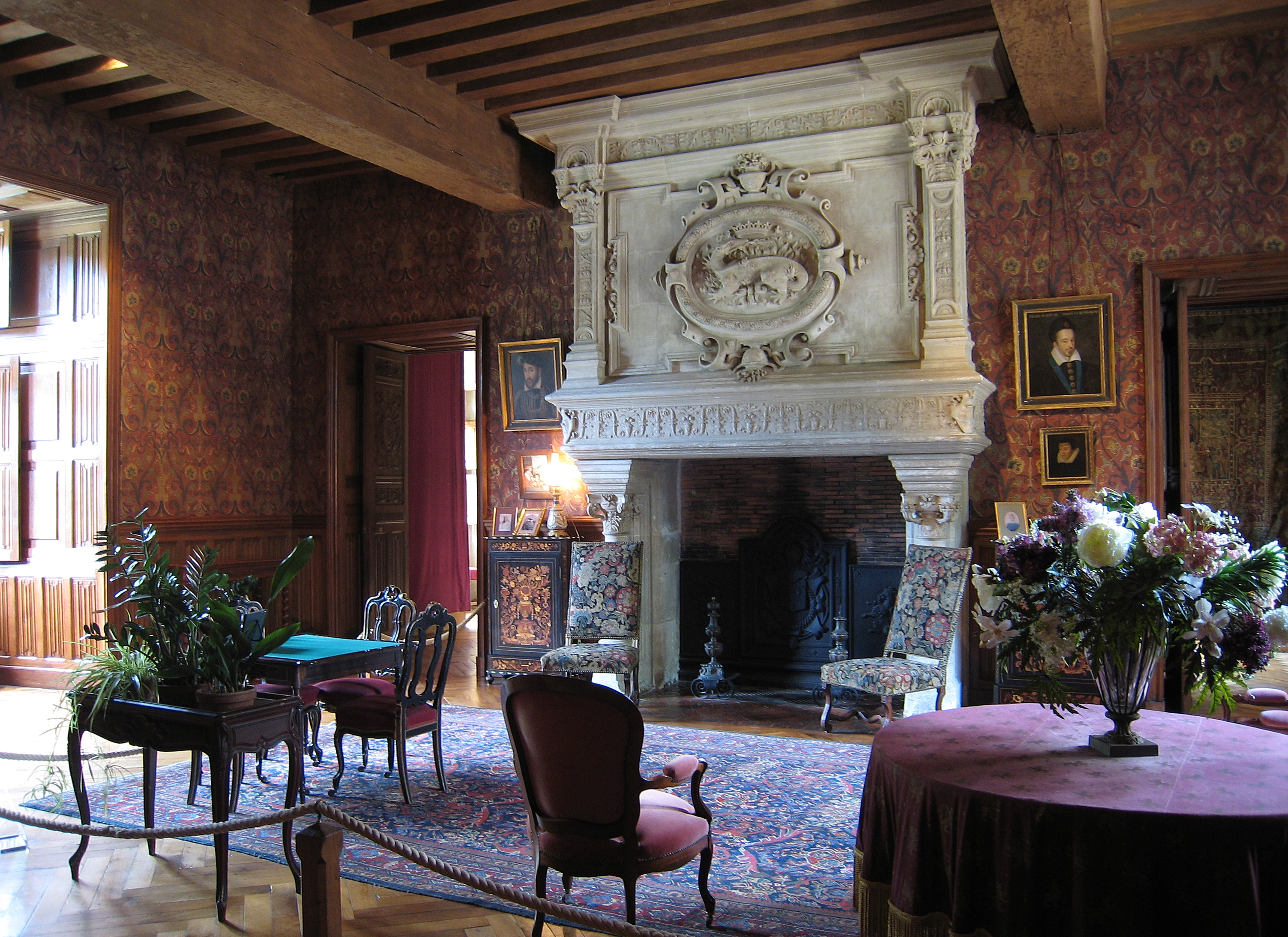
Вітальня
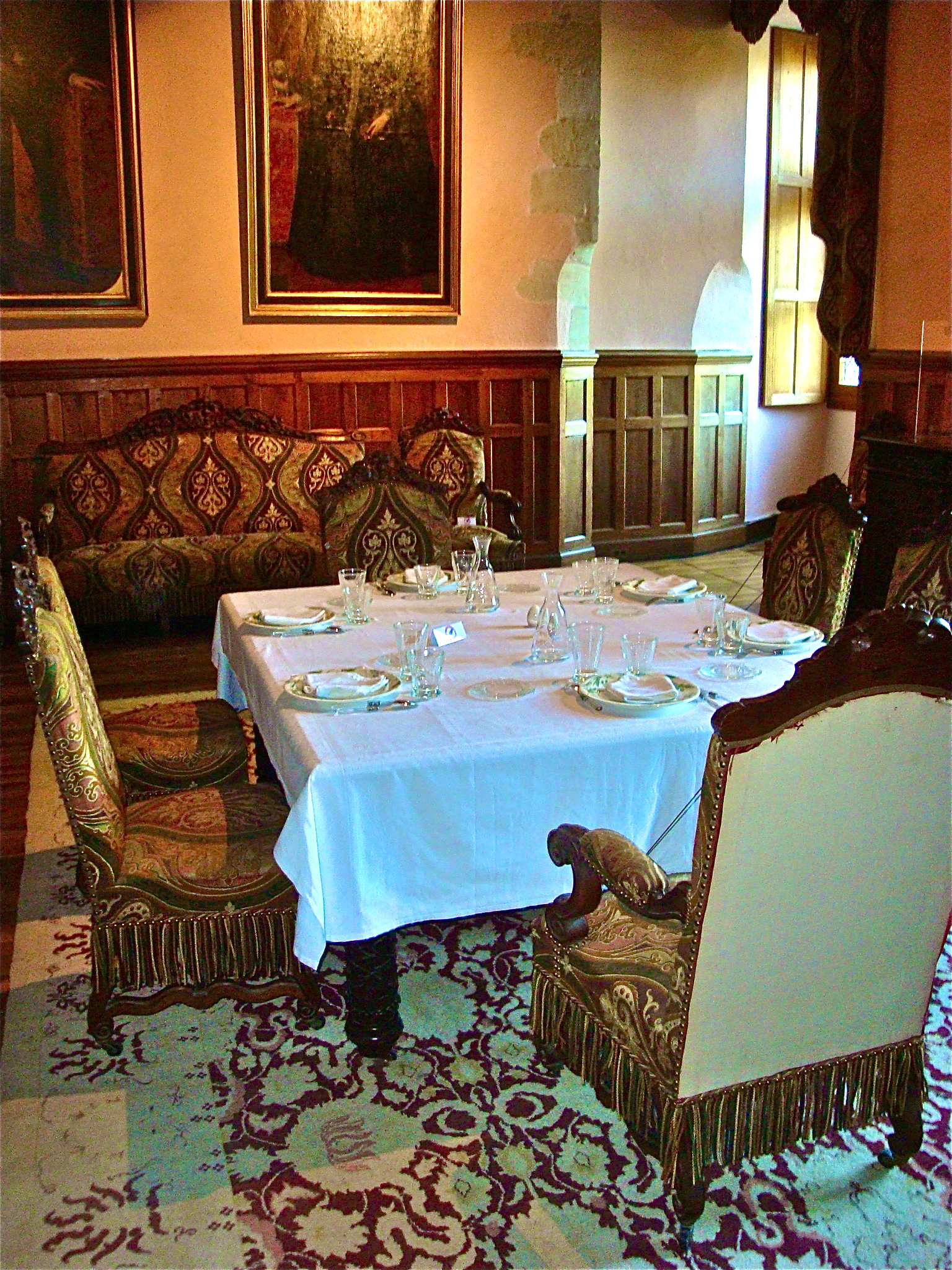
Їдальня
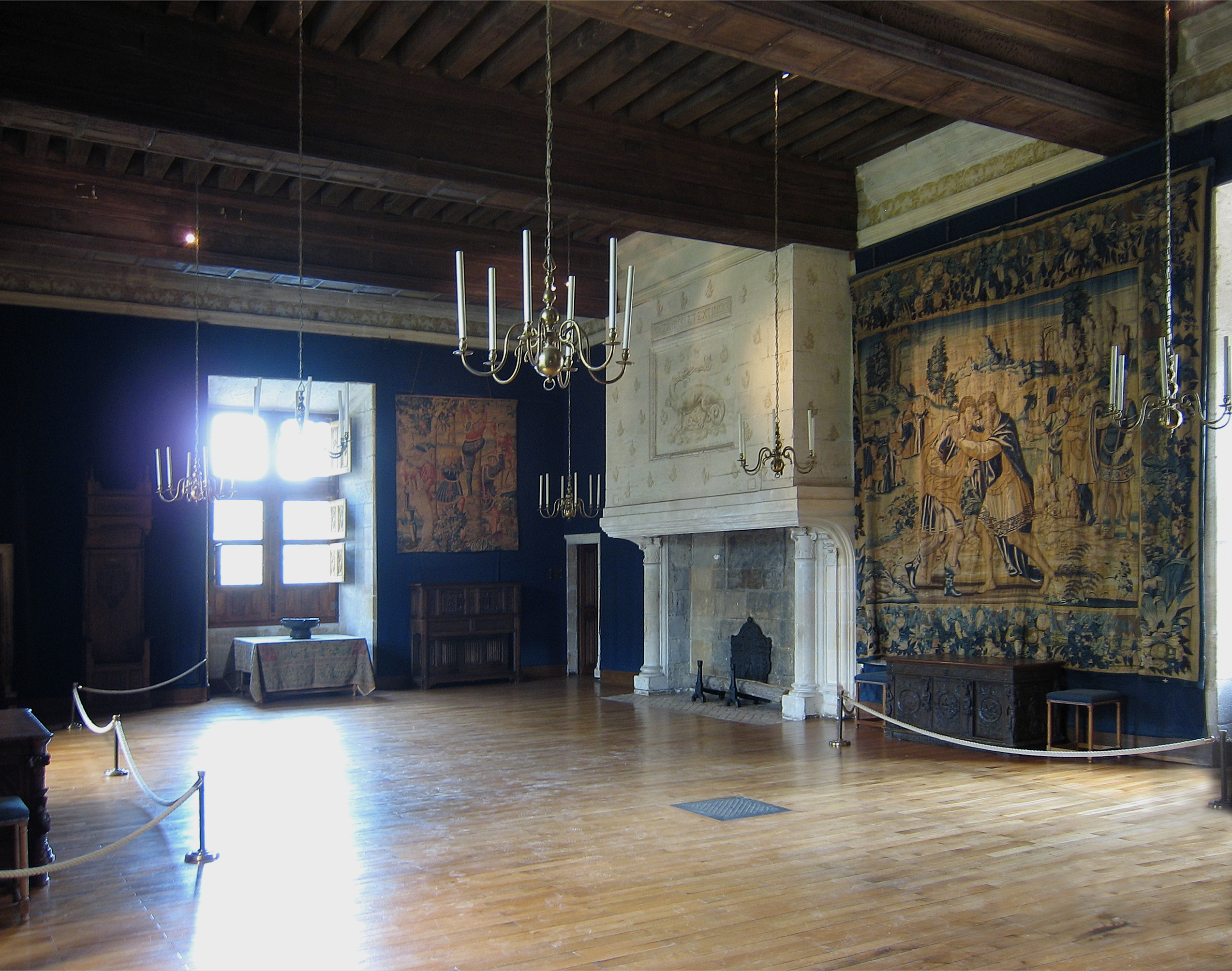
Одна з кімнат

## Замок Азе-ле-Ридо у мистецтві
- В околицях замку Азе-ле-Ридо писав свій роман «Лілея в долині» французький письменник Оноре де Бальзак. Він залишив такий опис замку:

|  | Зібравшись на скелю, я вперше милувався замком Азе, цим вставленим в оправу вод Едра гранованим діамантом, що підносився на палях, замаскованих квітами. |

- Замок Азе-ле-Ридо був схематично зображений у радянському мультфільмі 1981 року «Пес у чоботях», який є вільною варіацією на тему роману А. Дюма «Три мушкетери».